# Guillén Ramón de Moncada y Castro
Guillén Ramón de Moncada y Castro, marchese di Aitona (in catalano Guillem Ramon de Montcada i d'Alagón-Espés-Castre; Barcellona, 1619 – Madrid, 17 marzo 1670), è stato un nobile, militare e politico spagnolo.

## Biografia
Primo di sette figli di Francisco, III marchese di Aitona e della di lui prima consorte Margarita de Castro y Alagón, signora di Alfajarín, entrò giovanissimo a far parte della Corte regia spagnola. Accompagnò suo padre durante il suo secondo soggiorno nei Paesi Bassi tra il 1630 e il 1635, e prestò servizio come guardiamarina e capitano. Nel 1635, dopo la morte di suo padre, ereditò il titolo di Marchese di Aitona e tornò in Spagna al servizio della Corte, dove era gentiluomo di camera e in seguito amministratore principale della Casa reale. Da parte materna ereditò il Marchesato di Puebla de Castro e la baronia di La Llacuna, appartenuti agli Alagón.
Nel 1645 fu nominato governatore e capitano generale della Galizia, carica che ricoprì fino al 1647, quando si dimise perché non ricevette alcun sostegno per mantenere l'esercito di frontiera. Data la sua vocazione militare, fu nominato capitano generale della Catalogna, al fine di riconquistare il principato, occupato dai Francesi a seguito della sollevazione popolare scoppiata nel 1640. Nel 1648, il Marchese di Aitona fu sospeso dalla carica di capitano generale e incarcerato ad Alameda de Osuna, per non aver seguito regolarmente il processo a suo carico dal Consiglio di guerra, che lo accusò di avere ingiustamente condannato alla decapitazione un ufficiale suo sottoposto. Fu assolto dalle accuse nel 1649, e scarcerato solo nel 1652, quando il re Filippo IV di Spagna gli concesse la grazia e lo nominò consigliere di Stato. L'anno seguente, fu tra i fondatori della Santa Escuela de Cristo di Madrid, un'istituzione cattolica, di cui il medesimo Marchese di Aitona favorì la fondazione a Valencia nel 1662.
Nel 1663, fu nominato cavallerizzo della Regina, nel 1665 assistette il Re nella sua agonia e fu eletto membro della giunta di governo che doveva assistere la reggente Marianna d'Austria, nonché uno dei sei consiglieri lasciati da Filippo IV alla regina governatrice nella minore di età di Carlo II.  Nel 1667 fu maggiordomo maggiore della Regina, e nel 1669 colonnello della guardia di Carlo II, e ottenne grande importanza all'interno del Consiglio di guerra. In qualità di uomo di Stato, Moncada si oppose alla politica di Giovanni d'Austria e fu colui che portò avanti la politica militare durante la Guerra di devoluzione contro la Francia.
Morì a Madrid il 17 marzo 1670, all'età di 51 anni.

### Matrimonio e discendenza
Guillén Ramón de Moncada y Castro, IV marchese di Aitona, nel 1644 sposò la nobildonna Ana de Silva Portugal y Corella († 1670), figlia di Diego, marchese di Orani, da cui ebbe i seguenti figli:
- Miguel Francisco, V marchese di Aitona (1652-1674), che sposò Luisa Feliciana Portocarrero y Meneses, figlia di Pedro, conte di Medellín;
- Juan;
- Margarita;
- Catalina.

## Opere
Il Marchese di Aitona fu autore di memoriali e di scritti. Tra le sue pubblicazioni:
- El Marqués de Aytona dice que su Casa es una de las más antiguas, de las más ilustres, y de las de más singulares servicios, y más autorizados oficios, que hay en España (1638)
- Memorial al Rey nuestro señor del Marqués de Aytona, gentilhombre de su Cámara, Virrey y capitán general que fue de Cataluña (1649)
- Memorial escrito por Don Guillén Ramón de Moncada y D. Manuel de Moncada, su hermano, al Rey, solicitando el reconocimiento como aragoneses a los efectos jurídico y foral para él y sus descendientes (1649)
- Discurso militar sobre los inconvenientes de la milicia de estos tiempos y su reparo (1653)
- Práctica de la oración (1655)

## Ascendenza
|                                                               |                                 |                                                                   | Genitori                                                                  |  |  | Nonni |  |  | Bisnonni                                           |  |  | Trisnonni                                   |  |
|                                                               |                                 |                                                                   |                                                                           |  |  |       |  |  | Francisco de Moncada y Cardona, marchese di Aitona |  |  | Juan de Moncada y de Tolça, conte di Aitona |  |
|                                                               |                                 |                                                                   |                                                                           |  |  |       |  |  | Francisco de Moncada y Cardona, marchese di Aitona |  |  | Juan de Moncada y de Tolça, conte di Aitona |  |
|                                                               |                                 | Ana de Cardona y Manrique                                         |                                                                           |  |  |       |  |  | Francisco de Moncada y Cardona, marchese di Aitona |  |  |                                             |  |
| Gastón de Moncada y Gralla, marchese di Aitona                |                                 |                                                                   |                                                                           |  |  |       |  |  | Francisco de Moncada y Cardona, marchese di Aitona |  |  |                                             |  |
|                                                               |                                 | Lucrecia de Gralla y Hostalric, signora di Subirat e di Esponella | Francisco de Gralla y Desplá, signore di Subirat e di Esponella           |  |  |       |  |  |                                                    |  |  |                                             |  |
|                                                               |                                 | Lucrecia de Gralla y Hostalric, signora di Subirat e di Esponella | Francisco de Gralla y Desplá, signore di Subirat e di Esponella           |  |  |       |  |  |                                                    |  |  |                                             |  |
|                                                               |                                 | Lucrecia de Gralla y Hostalric, signora di Subirat e di Esponella | Guiomar de Hostalric Sabastida y Montbui                                  |  |  |       |  |  |                                                    |  |  |                                             |  |
| Francisco de Moncada y Moncada, marchese di Aitona            |                                 | Lucrecia de Gralla y Hostalric, signora di Subirat e di Esponella |                                                                           |  |  |       |  |  |                                                    |  |  |                                             |  |
|                                                               |                                 | Miguel de Moncada y Bou, signore di Vilamarxant                   | Guillén Ramón de Moncada y Cardona, signore di Vilamarxant                |  |  |       |  |  |                                                    |  |  |                                             |  |
|                                                               |                                 | Miguel de Moncada y Bou, signore di Vilamarxant                   | Guillén Ramón de Moncada y Cardona, signore di Vilamarxant                |  |  |       |  |  |                                                    |  |  |                                             |  |
|                                                               |                                 | Miguel de Moncada y Bou, signore di Vilamarxant                   | Constancia Bou                                                            |  |  |       |  |  |                                                    |  |  |                                             |  |
| Catalina de Moncada y Bou, signora di Vilamarxant             |                                 | Miguel de Moncada y Bou, signore di Vilamarxant                   |                                                                           |  |  |       |  |  |                                                    |  |  |                                             |  |
|                                                               |                                 | Luisa Bou y Eixarc, signora di Callosa d'en Sarriá y Tárbena      | Honorat Cristòfol Bou y Aguilar, signore di Callosa d'en Sarriá y Tárbena |  |  |       |  |  |                                                    |  |  |                                             |  |
|                                                               |                                 | Luisa Bou y Eixarc, signora di Callosa d'en Sarriá y Tárbena      | Honorat Cristòfol Bou y Aguilar, signore di Callosa d'en Sarriá y Tárbena |  |  |       |  |  |                                                    |  |  |                                             |  |
|                                                               |                                 | Luisa Bou y Eixarc, signora di Callosa d'en Sarriá y Tárbena      | Jerónima Eixarc                                                           |  |  |       |  |  |                                                    |  |  |                                             |  |
| Guillén Ramón de Moncada y Castro, marchese di Aitona         |                                 | Luisa Bou y Eixarc, signora di Callosa d'en Sarriá y Tárbena      |                                                                           |  |  |       |  |  |                                                    |  |  |                                             |  |
|                                                               | Pedro-Martínez de Alagón y Luna | Artal de Alagón y Espés, conte di Sástago                         |                                                                           |  |  |       |  |  |                                                    |  |  |                                             |  |
|                                                               | Pedro-Martínez de Alagón y Luna | Artal de Alagón y Espés, conte di Sástago                         |                                                                           |  |  |       |  |  |                                                    |  |  |                                             |  |
|                                                               | Pedro-Martínez de Alagón y Luna | María Martínez de Luna y Cabeza de Vaca                           |                                                                           |  |  |       |  |  |                                                    |  |  |                                             |  |
| Martín de Alagón Urriés, signore di Alfajarín                 | Pedro-Martínez de Alagón y Luna |                                                                   |                                                                           |  |  |       |  |  |                                                    |  |  |                                             |  |
|                                                               |                                 | Esperanza de Urriés y Ventimiglia                                 | Pedro de Urriés y Lanuza, signore di Ayerbe                               |  |  |       |  |  |                                                    |  |  |                                             |  |
|                                                               |                                 | Esperanza de Urriés y Ventimiglia                                 | Pedro de Urriés y Lanuza, signore di Ayerbe                               |  |  |       |  |  |                                                    |  |  |                                             |  |
|                                                               |                                 | Esperanza de Urriés y Ventimiglia                                 | Anna Ventimiglia Calcena                                                  |  |  |       |  |  |                                                    |  |  |                                             |  |
| Margarita de Castro y Alagón, signora di Alfajarín            |                                 | Esperanza de Urriés y Ventimiglia                                 |                                                                           |  |  |       |  |  |                                                    |  |  |                                             |  |
|                                                               |                                 | ?                                                                 | ?                                                                         |  |  |       |  |  |                                                    |  |  |                                             |  |
|                                                               |                                 | ?                                                                 | ?                                                                         |  |  |       |  |  |                                                    |  |  |                                             |  |
|                                                               |                                 | ?                                                                 | ?                                                                         |  |  |       |  |  |                                                    |  |  |                                             |  |
| Estefanía de Castro-Pinós Cervellón-Alagón, signora di Castro |                                 | ?                                                                 |                                                                           |  |  |       |  |  |                                                    |  |  |                                             |  |
|                                                               |                                 | ?                                                                 | ?                                                                         |  |  |       |  |  |                                                    |  |  |                                             |  |
|                                                               |                                 | ?                                                                 | ?                                                                         |  |  |       |  |  |                                                    |  |  |                                             |  |
|                                                               |                                 | ?                                                                 | ?                                                                         |  |  |       |  |  |                                                    |  |  |                                             |  |
|                                                               |                                 | ?                                                                 |                                                                           |  |  |       |  |  |                                                    |  |  |                                             |  |